# ブルーノ・カッシーラー
ブルーノ・カッシーラー（Bruno Cassirer, 1872年12月12日 - 1941年10月29日）は、ドイツの出版業者、画廊経営者。

## 生涯
1872年、当時のドイツ帝国（現ポーランド領）のヴロツワフ（ドイツ名ブレスラウ）に、ユダヤ系の両親のもとに生まれた。父ユリウスは、ケーブル会社の役員を務めていた。
ブルーノは、1890年、ベルリンの高校を卒業した。
1898年、従兄弟のパウル・カッシーラーとともに、ベルリンのヴィクトーリア通りに画廊を開き、併せて出版社を経営した。時期を同じくして、ドイツ美術界ではベルリン分離派が立ち上げられ、パウルとブルーノはその事務局を務めた。フランスの印象派、ポスト印象派など、新しい絵画をドイツに紹介する役割を果たした。
1901年、ブルーノはパウルとのパートナーシップを解消し、パウルが画廊を、ブルーノが出版社を引き継いだ。1903年、クリスティアン・モルゲンシュテルンが編集者として加わり、雑誌Das Theaterを刊行した。
1936年、ユダヤ系の印刷業者は組合から排除され、この年を最後に、カッシーラー出版社からの本の出版はできなくなってしまった。1938年、カッシーラー家の親族とともにイギリス・オックスフォードに移住し、ブルーノはここで新しい出版社を立ち上げた。
1941年10月、オックスフォードで亡くなった。死後は義理の息子ジョージ・ヒルが出版社を引き継いだ。

## 文献
- シンシア・ソールツマン『ゴッホ「医師ガシェの肖像」の流転』島田三蔵訳、文春文庫、1999年 ISBN 4-16-730992-0